# Govert Suurbier
Govert Suurbier of eigenlijk De belevenissen van Govert Suurbier, is een Belgische stripreeks, 
geschreven door Yannick Le Pennetier (Yann) en getekend door Laurent Verron. De eerste zes delen van de reeks werden uitgegeven door uitgeverij Le Lombard, het zevende deel door uitgeverij Arcadia.

## Inhoud
In deze humoristische detectivereeks is de hoofdrol weggelegd voor de missionaris Govert Suurbier, die door het Vaticaan dusdanig ver weg wordt geplaatst om maar van hem af te zijn. Zo beleeft hij onder andere zijn avonturen in Papoea-Nieuw-Guinea en bij de Eskimo's.
In latere verhalen zijn ondankbare missies zijn deel. De reeks speelt in de jaren dertig van de twintigste eeuw.
De onorthodoxe, dikbuikige Govert Suurbier wordt bijgestaan door de onhandige acoliet Reinier Kneppelhout.
Vanaf het vijfde verhaal komt hier de danseres Josephine Baker bij.

## Publicatiegeschiedenis
De reeks werd gemaakt in de periode 1996-2006. Het laatste album, dat in de Franse taal in 2006 verscheen
verscheen pas in 2015 in de Nederlandse taal.
| Nr. | Jaar | Titel                | Reeks / nr            | Aantal pagina's | Publicatie |
| --- | ---- | -------------------- | --------------------- | --------------- | ---------- |
| 1   | 1996 | Papoea's             | Govert Suurbier nr 1  | 48              | Le Lombard |
| 2   | 1997 | Pigalle              | Govert Suurbier nr 2  | 48              | Le Lombard |
| 3   | 1998 | Eskimo               | Govert Suurbier nr 3  | 48              | Le Lombard |
| 4   | 1999 | Adolf                | Govert Suurbier nr 4  | 48              | Le Lombard |
| 5   | 2001 | Breiz Altao          | Govert Suurbier nr 5  | 48              | Le Lombard |
| 6   | 2002 | Vade retro Hollywood | Govert Suurbier nr 6  | 48              | Le Lombard |
| 7   | 2015 | Zeppelin             | Arcadia Archief nr 31 | 48              | Arcadia    |

De albums 1 tot en met 4 zijn in 2001 heruitgegeven door Le Lombard in de collectie Derde graad.
Op 16 juni 2004 werd in de Kapucijnenstraat in Brussel een muurschildering onthuld van Govert Suurbier, die hoffelijk Josephine Baker van een muur afhelpt terwijl een panter haar besluipt.  Op de achtergrond is het justitiepaleis van Brussel afgebeeld.
In 2018 werd Govert Suurbier als bijfiguur opgevoerd in het Blake en Mortimer-verhaal De vallei der onsterfelijken, getekend door Teun Berserik en Peter van Dongen.
In juli 2020 kondigde Le Lombard aan deze serie uit te gaan geven in twee integralen, waarvan de eerste in september 2020 verscheen en de tweede in maart 2021.